# Problerhinus
Problerhinus är ett släkte av skalbaggar. Problerhinus ingår i familjen Cetoniidae.
Kladogram enligt Catalogue of Life:
| Problerhinus | \| \| Problerhinus buchholzi \| \| \| \| \| \| Problerhinus mouffleti \| \| \| \| |
|              | \| \| Problerhinus buchholzi \| \| \| \| \| \| Problerhinus mouffleti \| \| \| \| |
|              | Problerhinus buchholzi                                                            |
|              |                                                                                   |
|              | Problerhinus mouffleti                                                            |
|              |                                                                                   |